# Hénon, Côtes-d'Armor

Hénon este o comună în departamentul  Côtes-d'Armor, Franța deNord Est . În 1 ianuarie 2022 avea o populație de 2.315 de locuitori.